# ТЕС Егбема
ТЕС Егбема — теплова електростанція в Нігерії у південному штаті Імо, за 30 км на захід від міста Оверрі.
Станція є однією з десяти, спорудження яких здійснювалося у відповідності до оголошеної 2005 року програми стрімкого нарощування можливостей електроенергетики National Integrated Power Projects. Її основне обладнання повинне складатись із трьох газових турбін General Electric типу 9001E одиничною потужністю 112,5 МВт.
Генеральним підрядником будівництва виступила компанія Rockson Engineering, яка, втім, не змогла завершити його вчасно через проблеми з безпекою та судові рішення, якими блокувались роботи. Станом на середину 2017 року ТЕС все ще рахувалась незавершеною спорудженням.
На етапі будівництва проект реалізовується через державну компанію Niger Delta Power Holding Company (NDPHC). У середині 2010-х років уряд оголосив про плани приватизувати всі об'єкти, виконані за програмою National Integrated Power Projects.